# سفارة إسرائيل في الصين
سفارة إسرائيل في الصين هي أرفع تمثيل دبلوماسي لدولة إسرائيل لدى الصين. تقع السفارة في بكين وهي تهدف لتعزيز المصالح الإسرائيلية في الصين.

## وصلات خارجية
- الموقع الرسمي
- قائمة سفارات إسرائيل
- قائمة السفارات في الصين